# Колела, Леонардо
Леонардо Колела (порт.-браз. Leonardo Colella; 19 сентября 1930, Сан-Паулу — 25 ноября 2010, Сан-Паулу), более известный под именем Нардо (порт.-браз. Nardo) — бразильский футболист, нападающий.

## Карьера
Леонардо Колела родился в районе Брас в Сан-Паулу в семье выходцев из итальянского города Полиньяно-а-Маре. Он начал свою карьеру в молодёжном составе клуба «Коринтианс» в 1947 году. В 1948 году Колела выиграл молодёжный чемпионат штата, после чего перешёл в дублирующий состав команды. В конце 1949 года Нардо был вызван в первый состав «Коринтианса», где дебютировал 2 апреля 1950 года в товарищеском матче с «Атлетико Минейро», где он вышел на замену вместо Балтазара. В клубе молодой футболист выступал на позиции левого полузащитника, выиграв с командой титул чемпиона турнира Рио-Сан-Паулу в 1950 году и чемпиона штата в 1952. В 1952 году Нардо временно перешёл в клуб «Комерсиал», но менее чем через год возвратился в «Коринтианс». В клубе футболист играл уже на позиции нападающего, однако часто оказывался на скамье запасных. Всего за клуб он провёл 107 матчей (73 победы, 13 ничьи и 21 поражение) и забил 36 голов.
В 1955 году на «Коринтианс» вышли представители итальянского «Ювентуса», которые находились в Сан-Паулу с целью купить Жино Орландо, игрока одноимённого клуба. Сделка несколько раз переносилась, после чего сотрудники «Юве» Конти и Печче приняли решение не покупать Орландо, и вместо него подписать контракт либо с Родолфо Карбоне, либо с Нардо. Они предпочли второго. Сумма сделки составила 22 млн лир. При этом сам Нардо настаивал на подписании контракта с ним, так как после травмы лодыжки в 1954 году его из основного состава вытеснил Рафаэл. Нардо дебютировал в составе «Старой Синьоры» 25 сентября в матче с «Триестиной» (1:1). 4 декабря он забил первый мяч за клуб, поразив ворота «Наполи». Всего за «Ювентус» Нардо провёл 21 игру и забил 7 голов.
Проведя сезон в «Юве», Нардо, контракт с которым не пожелали продлить, захотел возвратиться в Бразилию. Он подписал контракт с клубом «Палмейрас». Первоначально форвард часто оставался на скамье запасных, но после ухода из команды Жозе Алтафини, завоевал твёрдое место в стартовом составе команды. В 1959 году он выиграл с «Вердао» титул чемпиона штата, а на следующий год завоевал Чашу Бразилии. Годом позже Нардо играл в Кубке Либертадорес, где забил во втором финальном матче, однако по результатам двух встреч «Палмейрас» проиграл «Пеньяролю». Всего за клуб нападающий провёл 160 матчей (91 победа, 33 ничьи и 36 поражений) и забил 57 голов.
В 1961 году Нардо перешёл в клуб «Португеза Деспортос». Там футболист провёл два сезона, сыграв в 48 матчах и забив 18 голов. Завершил карьеру форвард в клубе «Понте-Прета» в 1963 году. Завершив игровую карьеру, Нардо открыл небольшой завод по производству автомобильных аккумуляторов в районе Вилья-Гильерме в Сан-Паулу. А в старости жил в районе Вила-Монументу, подрабатывая торговым представителем. Он умер в 9:10 утра в больнице Игесп в Сан-Паулу.

## Достижения
- Чемпион штата Сан-Паулу (3): 1952, 1954, 1959
- / Победитель Турнира Рио-Сан-Паулу (3): 1950, 1953, 1954
- Обладатель Чаши Бразилии (1): 1960